# Toghrul ibn Sunkur
Toghrul ibn Sunkur fou un príncep salghúrida del Fars que el 1182 es va revoltar contra l'atabeg Tekla, que era el seu cosí, i va arribar a dominar alguns territoris, però fou finalment derrotat i va haver de fugir.
A la mort de Tekla, es va tornar a revoltar i va dominar part del Fars fins que fou derrotat i executat vers el 1203.